# Fibrochondrogenesie
Die Fibrochondrogenesie ist eine sehr seltene angeborene Skelettdysplasie mit den Hauptmerkmalen bereits als Neugeborenes letal verlaufende rhizomele Chondrodysplasie.
Die Erstbeschreibung erfolgte im Jahre 1978 durch den französischen Arzt F. Lazzaroni-Fossati.

## Verbreitung
Die Häufigkeit wird mit unter 1 zu 1.000.000 angegeben, bislang wurden etwa 15 Familien beschrieben.

## Ursache
Je nach zugrundeliegender Mutation können zwei Typen unterschieden werden:
- Typ 1 mit Veränderungen im COL11A1-Gen im Chromosom 1 Genort p21.1 und autosomal-rezessiver Vererbung[3]
- Typ 2 mit Veränderungen im COL11A2-Gen im Chromosom 6 Genort p21.32 und autosomal-rezessiver oder dominanter Vererbung[4]

## Klinische Erscheinungen
Klinische Kriterien sind:
- Gesichtsauffälligkeiten mit hervortretenden Augen, flachem Mittelgesicht, flacher, kleiner Nase mit nach vorne zeigenden Nasenlöchern, schmalem Mund mit langer Oberlippe
- Rhizomele Verkürzung der Extremitäten, Hände und Füße nicht oder kaum auffällig

Hinzu können Gaumenspalte, Mikrognathie und eine gespaltene Zunge kommen.

## Diagnose
Die Diagnose ergibt sich aus den klinischen Befunden, der Verdacht kann bereits intrauterin durch Feinultraschall gestellt werden.